# Melkisetek I (ormiański patriarcha Konstantynopola)
Melchizedek I Garnecy, Melkisetek I Arashetsi, Melkised I (zm. 18 marca 1627 w Kamieńcu Podolskim) – duchowny ormiański, koadiutor katolikosa Eczmiadzynu Dawida IV Wagharszapacego w latach 1593-1627, katolikos Albanii Kaukaskiej w latach 1593-1596, patriarcha Konstantynopola w latach 1599–1600.

## Życiorys
Biskup Garni. W 1593 roku został ustanowiony koadiutorem katolikosa Wszystkich Ormian i katolikosem Albanii Kaukaskiej. Z powodu ogromnego ucisku fiskalnego ludności Armenii przez Portę Osmańską był odpowiedzialny za ciągłe poszukiwanie środków na opłatę charadż i dżizja. Dodatkowo wspólnie z Dawidem IV zadeklarował się składać roczną daninę na rzecz Persji co zmusiło go do ciągłych podróży poza Armenię i ukrywania się przed poborcami podatkowymi zarówno irańskimi jak i tureckimi. 
Od 1598 roku przebywał w Stambule, gdzie starał się o wsparcie finansowe dla Eczmiadzynu ze strony zamożnych i wpływowych Ormian. Zrobił duże wrażenie na starszyźnie nacji w tym mieście. W 1599 roku został ustanowiony ormiańskim patriarchą Konstantynopola. Pod koniec XVI wieku posłował do Rzeczypospolitej Obojga Narodów. Był obecny na Sejmie w 1598 i 1599 roku. Sympatyk unii kościelnej Apostolskiego Kościoła Ormiańskiego ze Stolicą Apostolską. Liczył na wsparcie polityczne głowy Kościoła katolickiego dla sprawy Ormian. W korespondencji prowadzonej z Kurią Rzymską, uznawał prymat papieża i deklarował katolickie wyznanie wiary.  
W 1600 roku został usunięty z urzędu ormiańskiego patriarchy Konstantynopola przez Turków w wyniku wewnętrznych intryg w łonie milletu ormiańskiego. Posłował w sprawie unii ormiańsko-katolickiej do Rzymu, gdzie został osobiście przyjęty na audiencji przez papieża Pawła V. Podczas wojny persko-tureckiej udało mu się unikąć przesiedlenia i pozostać na Zakaukaziu. W okresie zesłania Dawida IV Wagharszapacego do Persji zarządzał patriarchatem Eczmiadzynu. Stał się faktycznym zwierzchnikiem Apostolskiego Kościoła Ormiańskiego. W 1606 roku był współwinny wydania Persom zamożnego biskupa Amidy, Grzegorza XIII Serapiona. Przyzwolił na wywóz z klasztorów i kościołów Armenii wielu cennych relikwii i darów wotywnych. 
W 1617 roku został usunięty z urzędu pod presją szacha Abbasa I Wielkiego. W 1623 konsekrował swojego siostrzeńca Sahaka IV Garnecego na koadiutora. Starał się uczynić krewnego przyszłym katolikosem Eczmiadzynu. Nie spotkało się to jednak z aprobatą Ormian, którzy uznali ten akt za uzurpację prawa do obsadzenia tronu patriarszego. 
W 1610 i 1627 roku napisał kondakion dla Ormian polskich. W 1624 roku przybył z Persji do Królestwa Polskiego w celu zebrania funduszy na opłacenie haraczu. 
Od 2 maja 1626 roku rezydował we Lwowie wśród lokalnej diaspory ormiańskiej. Zaangażował się w sprawę obsady wakującego biskupstwa lwowskiego. Wbrew głosom większości nacji, 8 stycznia 1627 roku wyświęcił na biskupa lwowskiego, Mikołaja Torosowicza. Aktem tym zraził do siebie część starszyzny ormiańskiej we Lwowie, którą obłożył anatemą. Zapoczątkował wieloletni konflikt wewnątrz wspólnoty Ormian w Królestwie Polskim o jurysdykcję kościelną nad parafiami, a zakończony za arcybiskupa Wartana Hunaniana. Przyczynił się do procesu zawarcia formalnej unii pomiędzy ormiańską diecezją lwowską, a Kościołem katolickim.  
Zmarł 18 marca 1627 roku w Kamieńcu Podolskim w czasie podróży powrotnej do Armenii.   